# 柏保路巴拉斯
柏保路巴拉斯(Pablo Ezequiel de Blasis，1988年2月4日—），是一名阿根廷的職業足球運動員，司職攻擊中場 / 翼鋒，現效力於西甲球隊伊巴。

## 外部連結
- 柏保路巴拉斯的Facebook專頁
- http://pablodeblasis.ml/ （页面存档备份，存于）